# Мокгопонг (местный муниципалитет)
Мокгопонг (африк. Mookgophong) — бывший местный муниципалитет в районе Ватерберг провинции Лимпопо (ЮАР). Административный центр — Мокгопонг. После муниципальных выборов 3 августа 2016 года создан местный муниципалитет Мокгопонг-Модимолле при слиянии местных муниципалитетов Мокгопонг и Модимолле.
Мокгопа, вероятно, является местным названием вида кактуса, которое растёт в этом районе.

## Основные населенные пункты
После национальной переписи населения Южной Африки 2001 года муниципалитет был разделен на следующие основные населенные пункты:
| Место        | Код   | Площадь (km2) | Цисленость | Язык          |
| ------------ | ----- | ------------- | ---------- | ------------- |
| Мокгопонг    | 91601 | 1.20          | 7,685      | Северный Сото |
| Naboomspruit | 91603 | 5.87          | 3,626      | Африканс      |
| Roedtan      | 91604 | 0.46          | 159        | Африканс      |
| Остальные    | 91602 | 4,263.18      | 19,280     | Северный Сото |

## Политика
В состав муниципального совета входило десять человек, которые были избраны по смешанной системе. Пять членов совета были избраны по мажоритарной системе в пяти избирательных округах ЮАР. Остальные пять членов были избраны по партийным спискам, при этом количество представителей партий было пропорционально числу полученных голосов.
На выборах 18 мая 2011 года Африканский национальный конгресс (АНК) получил большинство  шести мест в совете из десяти.

## Примечание
1. ↑  South African Languages — Place names. Дата обращения: 5 декабря 2024. Архивировано 1 января 2008 года.
2. ↑  Lookup Tables — Statistics South Africa
3. ↑  Results Summary – All Ballots: Mookgophong. Independent Electoral Commission. Дата обращения: 24 ноября 2013. Архивировано 24 сентября 2015 года.
4. ↑  Seat Calculation Detail: Mookgophong. Independent Electoral Commission. Дата обращения: 24 ноября 2013. Архивировано 2 мая 2014 года.